# Etelfrido de Wessex
Etelfrido de Wessex (Æðelfriþ en anglosajón) fue un príncipe sajón de muy pocas referencias históricas en su tiempo, pero de gran importancia en los siglos venideros, pues entre sus descendientes directos -como se observa en la parte inferior- se encuentra el rey Haroldo II de Inglaterra, el cual tenía, por tanto, un sólido derecho al trono.
Nació posiblemente en el año 892, siendo hijo del príncipe Ethelhelm -hijo del rey Etelredo I- y de Elswita.
Relegado de la sucesión por los descendientes de Alfredo el Grande, vivió tranquilamente como señor feudal.
Murió en el año 927.
Tuvo un hijo:
- Eadric de Wessex, que fue agraciado con el feudo de Washington, en Sussex Occidental, y que fue padre de:

- - Ethelweard de Wessex (n. 930 - m. 998), apodado "el  Historiador", padre de:

- -     - Ethelmar de Wessex (n. 960 - m.1015), conocido por haber sido el benefactor de la abadía de Eynsham, padre de:

- -     -       - Wulfnoth de Wessex (n. 983 - m. 1015), creado Thegn de Sussex, padre de:

- -     -       -         - Godwin de Wessex (n. 1001 - m. 1053)

- Datos: Q5935468